# Chersotis laeta
Chersotis laeta là một loài bướm đêm thuộc họ Noctuidae. Nó được tìm thấy ở một số quần thể biệt lập từ Hy Lạp tới Kavkaz, Thổ Nhĩ Kỳ, Liban, Israel và Syria.
Con trưởng thành bay từ tháng 6 đến tháng 7. Loài này sinh sản một lứa mỗi năm.

## Phụ loài
- Chersotis laeta laeta (miền tây Thổ Nhĩ Kỳ, miền nam Thổ Nhĩ Kỳ, Liban, Syria)
- Chersotis laeta euxina (Dãy núi Pontic, Caucasus, Armenia, Elburz)
- Chersotis laeta leonhardi (Albania, Bosnia-Herzegovina, Macedonia Nam Tư, Macedonia Hy Lạp)
- Chersotis laeta achaiana (Hy Lạp)
- Chersotis laeta cretica (Crete)